# Comunità territoriale di Surs'ko-Lytovs'ke
La Comunità territoriale rurale di Surs'ko-Lytovs'ke (in ucraino Сурсько-Литовська сільська громада?) è una hromada ucraina, situata nel distretto di Dnipro e nell'oblast' di Dnipropetrovs'k. Il suo centro amministrativo è il villaggio di Surs'ko-Lytovs'ke.
L'area della comunità è di 121,5 km², e la popolazione è di 5 982 abitanti (dato del 2018).

## Suddivisioni

### Villaggi
- Surs'ko-Lytovs'ke (capoluogo)
- Novomykolaivka
- Surs'ko-Klevceve
- Zelenyj Haj